# Ján Földeš
Ján Földeš (28 novembre 1915 – 13 maggio 1981) è stato un calciatore slovacco, di ruolo attaccante.

## Carriera

### Nazionale
Il 3 dicembre 1939 esordisce contro la Germania nazista (3-1).